# Vício Inerente
Vício Inerente és el segon àlbum d'estudi de la cantautora brasilera Marina Sena, publicat el 27 d'abril de 2023 per Sony Music Brasil.

## Característiques musicals
L'àlbum conté 12 cançons escrites per Marina Sena en col·laboració amb el productor Iuri Rio Branco i inclou els quatre senzills promocionals "Tudo Pra Amar Você", "Olho no Gato", "Dano Sarrada" i "Mande um Sinal". L'àlbum té un so pop, amb influències de la música popular brasilera, música experimental, trap i R&B, a més de rap i hip hop en la cançó "Que Tal", en col·laboració amb el raper de São Paulo Fleezus.

## Imatge visual
Les portades i les imatges de l'àlbum van ser dirigides per Miguel F. Mello i presenten la cantant en un ambient futurista, amb referència a la ciutat de São Paulo, coneguda com "jungla de pedres". Segons Sena, els visuals busquen representar «una noia que va abandonar el camp i va anar a viure a la capital», en referència al trasllat de la cantant de Minas Gerais a la capital de São Paulo en pro del seu ascens professional. A diferència de les imatges urbanes, les arts també aporten elements vinculats al mar, com la petxina, que, segons Marina, es refereix a «un enyorament, una necessitat de voler escoltar la natura, el mar».

## Gira de presentació
Vício Inerente Tour és la segona gira internacional de la cantant mineira. La gira va començar al Brasil, el 5 de maig de 2023, i va dur-la per diversos estats del Brasil i per Europa. Sena va actuar en la Sala Apolo de Barcelona el 16 de maig.

## Llista de cançons
Totes les cançons foren escrites i compostes per Marina Sena i Iuri Rio Branco. 
| 1.            | «Dano Sarrada»       | 3:24  |
| 2.            | «Olho no Gato»       | 3:39  |
| 3.            | «Tudo Pra Amar Você» | 2:55  |
| 4.            | «Tudo Seu»           | 3:32  |
| 5.            | «Mande Um Sinal»     | 4:39  |
| 6.            | «Me Ganhar»          | 3:54  |
| 7.            | «Que Tal»            | 3:10  |
| 8.            | «Meu Paraíso Sou Eu» | 1:57  |
| 9.            | «Partiu Capoeira»    | 3:53  |
| 10.           | «Mais de Mil»        | 3:54  |
| 11.           | «Sonho Bom»          | 3:50  |
| 12.           | «Pra Ficar Comigo»   | 4:12  |
| Durada total: | Durada total:        | 43:05 |